# Evelyn Mawuli
Evelyn Mawuli (馬瓜 エブリン; nacida el 2 de junio de 1995) es una jugadora de baloncesto profesional japonesa. Compitió en los Juegos Olímpicos de Verano de 2020, ganando una medalla de plata. Evelyn nació como la segunda hija de padres de origen ghaneses en Toyohashi, Aichi. A la edad de 14 años, se naturalizó junto a su hermana Stephanie Mawuli y sus dos padres para convertirse en ciudadana japonesa, con el fin de representar a Japón en torneos internacionales.

## Carrera
Mawuli jugó para el Aisin AW Wings, un equipo con sede en Anjō, desde la temporada 2014-15, donde hizo su debut profesional. En 2017, Mawuli firmó con los Toyota Antelopes, con sede en Nagoya, para la temporada 2017-18. 

## Selección nacional

### Nivel juvenil
Mawuli hizo su debut internacional en el Campeonato FIBA Asia Sub-16 2009 en India, donde Japón se llevó a casa la medalla de plata. Volvió a ser nombrada para el equipo Sub-16, para el Campeonato FIBA Asia Sub-16 de 2011, donde Japón ganó el Oro. Mawuli fue nombrado para el equipo para el Campeonato Mundial FIBA Sub-17 de 2012 en Ámsterdam,Países Bajos. Japón terminó el torneo en cuarto lugar y Mawuli fue nombrado para el Equipo del Torneo. 

### Nivel superior
Mawuli hizo su debut con la selección nacional absoluta, en los Juegos Asiáticos de 2014, donde Japón quedó en tercer lugar, llevándose a casa el bronce. Mawuli fue parte del equipo japonés ganador de la medalla de oro en la Copa Asiática Femenina FIBA 2017 en Bangalore, India.  También representó a Japón en la siguiente Copa Asiática Femenina FIBA 2019, nuevamente celebrada en Bangalore, donde Japón nuevamente se llevó la medalla de oro. Mawuli representó a Japón durante dos campañas olímpicas, jugando tanto en los torneos de clasificación olímpica en Bélgica en 2020 y Hungría en 2024 como en los propios juegos, en Tokio 2020 y París 2024.